# Gevleugeld helmkruid
Gevleugeld helmkruid (Scrophularia umbrosa) is een overblijvende plant die behoort tot de helmkruidfamilie (Scrophulariaceae). De plant komt van nature voor in Eurazië.
De plant wordt 60-150 cm hoog en heeft een vierkantige, gevleugelde stengel. De knoppen in de bladoksels kunnen bewortelen en zo nieuwe planten vormen. De vleugels zijn 1-3 mm breed. De bleekgroene, langwerpig-eironde, gezaagde bladeren hebben geen kleine zijlobben, zoals bij geoord helmkruid (Scrophularia auriculata).

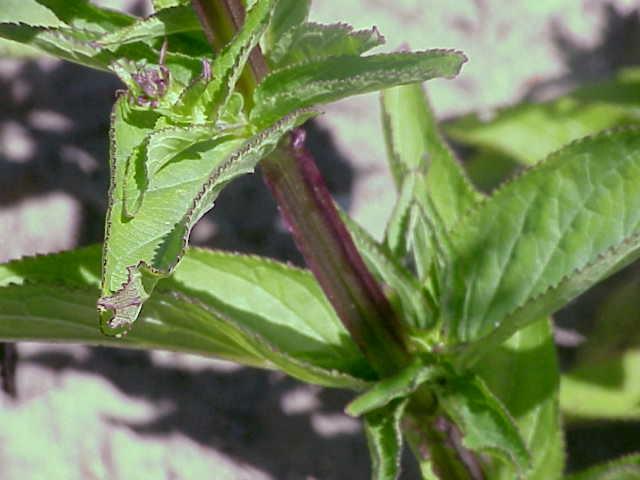
Bladeren

Gevleugeld helmkruid bloeit van juli tot september aan het eind van de stengel met open tweelippige, rood- tot paarsbruine bloemen. De voet van de bloem is geelachtig groen. Het onder de bovenste kroonslippen zittende staminodium is breed en tweelobbig of uitgerand. De kelkslippen hebben een brede vliezige rand.
De vrucht is een doosvrucht.
De plant komt voor langs waterkanten en in lichte loofbossen op natte, voedselrijke, vaak kalkhoudende grond.

## Namen in andere talen
- Duits: Geflügelte Braunwurz
- Engels: Green Figwort
- Frans: Scrophulaire aquatique
- Chinees: 翅茎玄参